# Nasz Olsztyniak
Nasz Olsztyniak – bezpłatna gazeta ukazująca się dwa razy w tygodniu w Olsztynie. Jej wydawcą jest spółka Wydawca Olsztyn, będąca częścią grupy medialnej Gazety Olsztyńskiej.
Gazeta ukazuje się w czwartek i niedzielę. Wydanie czwartkowe kolportowane jest po południu i zawiera głównie informacje kulturalne, mające trafić przede wszystkim do młodych i aktywnych ludzi. Niedzielne wydanie ukazuje się natomiast rano i bogate jest głównie w treści dotyczące życia miasta.
Nasz Olsztyniak dostępny jest przede wszystkim w hipermarketach, centrum miasta czy na większych skrzyżowaniach bądź przystankach.
W wydaniu niedzielnym z dnia 14 stycznia 2007 r., (nr 367, 16 stron, nakład 22 000) ukazał się wywiad-artykuł pt. "Romantyzm encyklopedii" z informacją o Dniu Wikipedii i innych niż Wikipedia projektach (m.in. Wikisłownik, Wikicytaty, Wikiźródła).

## Redaktorzy naczelni
- Beata Sakowska
- Maciej Waraczewski
- Justyna Sola-Stańczyk
- Robert Zienkiewicz
- Ewa Bartnikowska
- Małgorzata Kundzicz
- Anna Szapiel-Danylczuk
- Adam Nowiński
- Monika Nowakowska